# ジョルジョ・ゲッツィ
ジョルジョ・ゲッツィ（Giorgio Ghezzi, 1930年7月11日 - 1990年12月12日）は、イタリア・チェゼナーティコ出身の元サッカー選手。元イタリア代表。ポジションはゴールキーパー。

## 経歴

### クラブ

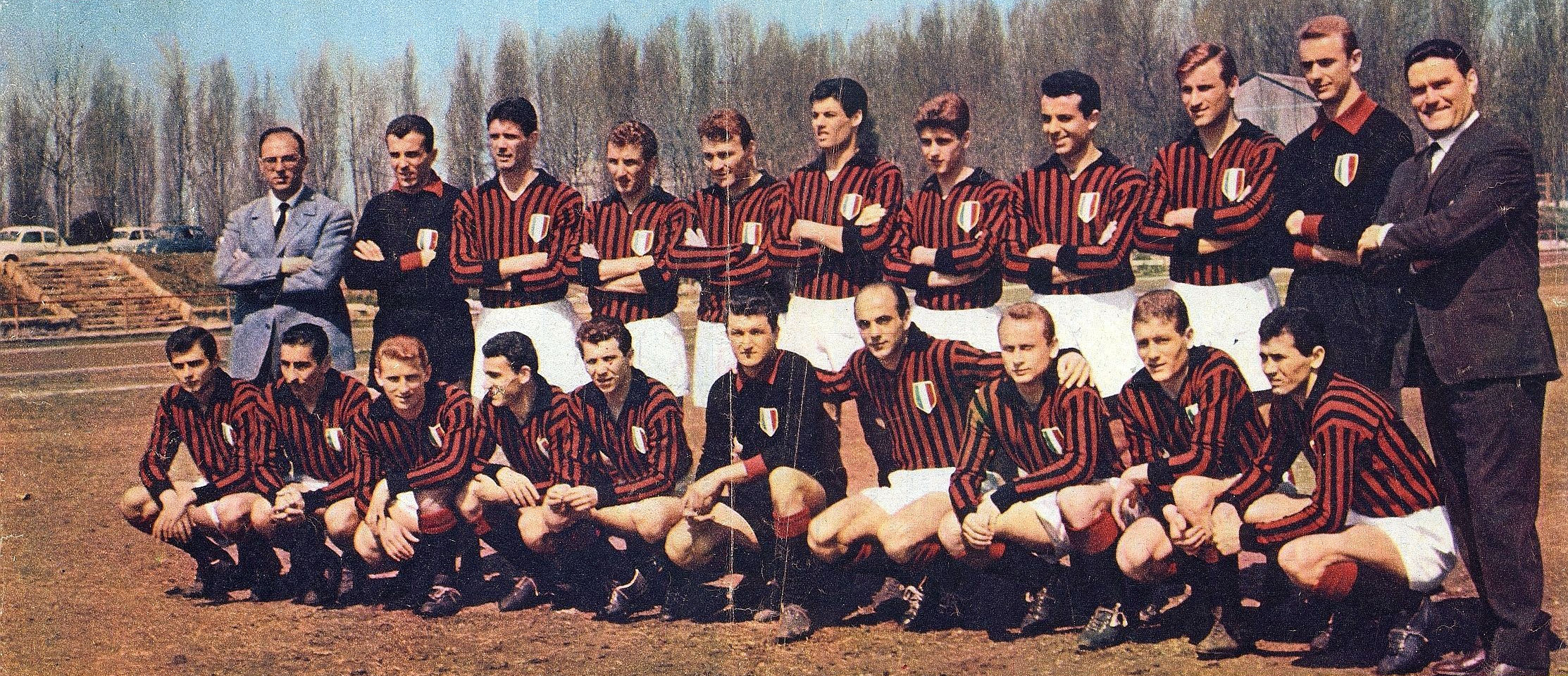
ミランの1961-62シーズンセリエA優勝メンバー（向かって後列左から2番目がゲッツィ）

地元のチェゼナーティコで育ち、リミニ、モデナを経て、1951年にインテルに加入。インテルには7年間在籍し、1952-53シーズンと1953-54シーズンの2度のスクデットを獲得した。その後ジェノアに移籍したのち、1959年にロレンツォ・ブッフォンと入れ替わる形でミランに加入。1961年に就任したネレオ・ロッコ監督のもと1961-62シーズンにはスクデット、翌1962-63シーズンにはエウゼビオ擁するベンフィカを決勝で下し、イタリアのクラブとして初となるUEFAチャンピオンズカップのタイトルを獲得した。

### 代表
イタリア代表の一員として1954年のFIFAワールドカップスイス大会のメンバーに選出され、グループステージの全2試合に出場。続くグループステージ突破をかけたプレーオフではジョヴァンニ・ヴィオーラが代わって出場したが、スイス代表に敗れて大会を終えた。

### 現役引退後
1966年にセリエBのジェノアの監督に就任したが、翌1967年1月に退任した。
1990年12月12日、フォルリの病院で心臓発作により60歳で死去した。

## タイトル
インテル
- セリエA：1952-53, 1953-54

ミラン
- セリエA：1961-62（英語版）
- UEFAチャンピオンズカップ：1962-63